# Paleocæn
Den geologiske epoke Paleocæn var oprindeligt den ældste del af Eocæn, men blev selvstændig under navnet Pal'eocæn. Det er en sammentrækning af (græsk): Palaiós (gammel) og Eocæn; gammel ny Stavemåden 'Palæocæn' er også set på dansk, men bruges ikke mere. Paleocæn varede fra 66 til 56 millioner år siden. Starten defineres ved et højst 50 cm tykt, mørkt lerlag (i Danmark kaldet 'fiskeleret') der falder sammen med en iridium-anomali. Det stammer fra nedfaldet fra et større asteroidenedslag (Chicxulub) der medvirkede til en masseuddøen,K/Pg-grænsen, der involverede bl.a. ammonitterne, belemnitterne, rudisterne, dinosaurerne, flyveøglerne og mange havkrybdyr. Slutningen på Paleocæn defineres kemostratigrafisk ved en global, negativ δ13C anomali (Carbon Isotope Excursion – CIE)
Paleocæn er en del af perioden Palæogen, der strækker sig fra 65,5 til 23,0 millioner år siden. Selvom Kridttiden var overstået, blev der fortsat aflejret store mængder af kridt i Danien.
Fra at have levet i skyggen af dinosaurerne, opblomstrede pattedyrene i mangfoldige former. Smådyr på størrelse med rotter og katte udviklede sig til større dyr og generalister udviklede sig til specialister. Nicherne efter dinosaurerne skulle besættes, så både fuglene og pattedyrene konkurrerede om at dominere Jorden. Repræsentanter for forskellige pattedyrordener opstod i løbet af Paleocæn. Prodiacon var forløberen til pindsvinene. I slutningen af Paleocæn dukkede vortekykloperne op (Uintatherium alticeps) og de tilhørte en orden af hovdyr før opsplitningen i parrettåede og uparrettåede hovdyr. De største var på størrelse med små næsehorn.